# Гайдук Андрій Васильович
Андрій Васильович Гайдук (нар. 11 грудня 1972) — радянський та український футболіст і футзаліст, що грав на позиції воротаря.

## Біографія
Вихованець СДЮШОР «Карпати» (Львів). Виступав за аматорський «Сільмаш» (Ковель), у сезоні 1991 року грав у західній зоні Другої ліги СРСР, де зіграв у 6 матчах. Після розпаду СРСР луцька команда була включена у новостворену Вищу лігу України, де Гайдук 2 травня 1992 року провів свій єдиний матч в елітному дивізіоні у грі проти тернопільської «Ниви» (0:2).
Влітку 1992 року став гравцем першолігової «Скали» (Стрий), де спочатку був основним воротарем, але з наступного року втратив місце у воротах і 1994 року перейшов у друголіговий «Газовик» (Комарно). З початку 1999 року став основним воротарем команди, причому під час зимової перерви паралельно Андрій грав у футзал за львівські клуби «Україна-2», «Гвардієць-Динамо» та «Енергія».
2001 року команда переїхала в Стрий, де об'єдналась з місцевим клубом «Газовидобувник-Скала» під новою назвою «Газовик-Скала», в якій Гайдук продовжив виступати у другій лізі аж до завершення кар'єри у кінці 2002 року.